# Saint-Thurien (Finistère)
Pour les articles homonymes, voir Saint-Thurien.
Saint-Thurien [sɛ̃tyʁjɛ̃] est une commune du département du Finistère, dans la région Bretagne, en France.

## Toponymie
En 1278, Saint-Thurien est mentionné pour la première fois sous la forme Saincthourchan, Sainct Tourhan en 1599, Sainct Tourhan 1599, Saint Thurien en 1669.
Saint-Thurien ou Saint-Turien est issu d'un nom de chapelle, d'église ou de lieu dédié à saint Gourien ou saint Turiau.

## Géographie

### Situation
La commune de Saint-Thurien est située au sud-est du Finistère. La commune se trouve à vol d'oiseau à 11 km au nord-ouest de Quimperlé, à 30 km au nord-ouest de Lorient, à 35 km à l'est de Quimper, à 80 km au sud-est de Brest et à 83 km à l'est de la Pointe du Raz.
| - Localisation de Saint-Thurien sur une carte des communes du Finistère. - Carte en couleurs de la commune de Saint-Thurien (tracé en orange de sa limite). |

| Scaër    | Guiscriff                                                                  | Querrien |
| Bannalec | Saint-Thurien (dans le sens des aiguilles d'une montre en partant du Nord) | Querrien |
| Bannalec | Mellac                                                                     | Querrien |

### Relief
Son territoire est vallonné et s'étage entre 22 mètres (la vallée de l'Isole à son point le plus bas) et 166 mètres d'altitude (au nord-ouest au voisinage du village de Kerviguen). Le bourg occupe une position centrale au sein du finage et se situe à une altitude comprise entre 100 et 120 mètres. La commune est située sur une des grandes failles du Massif armoricain allant de Nantes à la Pointe du Raz.
| - Carte topographique de la commune de Saint-Thurien. |

### Hydrographie
Pour un article plus général, voir Réseau hydrographique du Finistère.
La commune est située dans le bassin Loire-Bretagne. Elle est drainée par l'Isole et divers autres petits cours d'eau,. Le territoire communal est bordé à l'ouest et au sud par l'Isole, une rivière dont le cours sinueux décrit des méandres plus ou moins larges. Cette rivière coule au fond d'une vallée boisée et profonde d'une cinquantaine de mètres. Au nord coule un de ses affluents, le ruisseau de Saint-Éloi. La rivière Isole sert de frontière naturelle entre la commune de Saint-Thurien et les communes de Scaër, Bannalec et Mellac. 
L'Isole, d'une longueur de 48 km, prend sa source dans la commune de Roudouallec et se jette  dans l'Ellé à Quimperlé, après avoir traversé huit communes.  Les caractéristiques hydrologiques de l'Isole sont données par la station hydrologique située sur la commune de Scaër. Le débit moyen mensuel est de 2,44 m3/s. Le débit moyen journalier maximum est de 59,6 m3/s, atteint lors de la crue du 12 décembre 2000. Le débit instantané maximal est quant à lui de 83 m3/s, atteint le même jour.

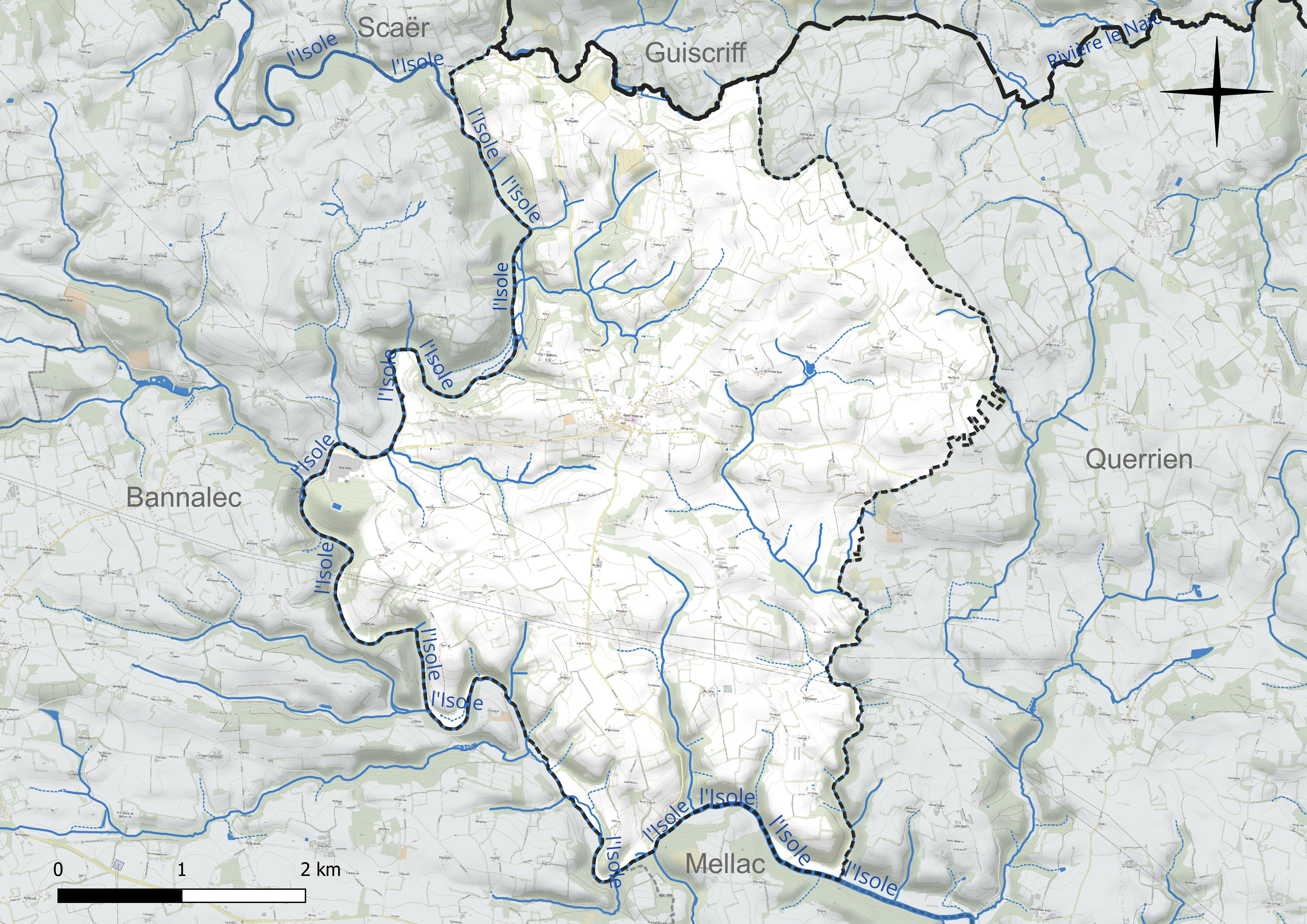
Réseau hydrographique de Saint-Thurien.

### Climat
Pour des articles plus généraux, voir Climat de la Bretagne et Climat du Finistère.
En 2010, le climat de la commune est de type climat océanique franc, selon une étude du CNRS s'appuyant sur une série de données couvrant la période 1971-2000. En 2020, Météo-France publie une typologie des climats de la France métropolitaine dans laquelle la commune est exposée à un climat océanique et est dans la région climatique  Bretagne orientale et méridionale, Pays nantais, Vendée, caractérisée par une faible pluviométrie en été et une bonne insolation. Parallèlement l'observatoire de l'environnement en Bretagne publie en 2020 un zonage climatique de la région Bretagne, s'appuyant sur des données de Météo-France de 2009. La commune est, selon ce zonage, dans la zone « Intérieur  », exposée à un climat médian, à dominante océanique.  
Pour la période 1971-2000, la température annuelle moyenne est de 11,4 °C, avec  une amplitude thermique annuelle de 11,5 °C. Le cumul annuel moyen de précipitations est de 1 109 mm, avec 15,4 jours de précipitations en janvier et 8,4 jours en juillet. Pour la période 1991-2020, la température moyenne annuelle observée sur la station météorologique la plus proche, située sur la commune de Lanvénégen à 8 km à vol d'oiseau, est de 12,1 °C et le cumul annuel moyen de précipitations est de 1 215,0 mm,. Pour l'avenir, les paramètres climatiques de la commune estimés pour 2050 selon différents scénarios d'émission de gaz à effet de serre sont consultables sur un site dédié publié par Météo-France en novembre 2022.

## Urbanisme

### Typologie
Au 1er janvier 2024, Saint-Thurien est catégorisée commune rurale à habitat dispersé, selon la nouvelle grille communale de densité à 7 niveaux définie par l'Insee en 2022.
Elle est située hors unité urbaine. Par ailleurs la commune fait partie de l'aire d'attraction de Quimperlé, dont elle est une commune de la couronne,. Cette aire, qui regroupe 11 communes, est catégorisée dans les aires de moins de 50 000 habitants,.

### Occupation des sols
Le tableau ci-dessous présente l' occupation des sols de la commune en 2018, telle qu'elle ressort de la base de données européenne d'occupation biophysique des sols Corine Land Cover (CLC).
| Type d'occupation                                                                   | Pourcentage | Superficie (en hectares) |
| ----------------------------------------------------------------------------------- | ----------- | ------------------------ |
| Tissu urbain discontinu                                                             | 1,9 %       | 40                       |
| Terres arables hors périmètres d'irrigation                                         | 39,0 %      | 833                      |
| Prairies et autres surfaces toujours en herbe                                       | 0,7 %       | 15                       |
| Systèmes culturaux et parcellaires complexes                                        | 35,3 %      | 755                      |
| Surfaces essentiellement agricoles interrompues par des espaces naturels importants | 11,8 %      | 253                      |
| Forêts de feuillus                                                                  | 11,3 %      | 241                      |
| Source : Corine Land Cover                                                          |             |                          |

| - Carte des infrastructures et de l'occupation des sols de la commune de Saint-Thurien en 2018 (CLC). - Carte orthophotographique de la commune de Saint-Thurien |

### Morphologie urbaine
Le Bourg constitue l'agglomération principale. Le reste de la population se disperse dans une cinquantaine de lieux-dits et écarts.

## Histoire

### Préhistoire et Antiquité
Des toponymes de lieux-dits comme Kerroux (un relais en brique rouge sur une ancienne voie romaine), Magourou (du breton maguer, poste militaire) ou Ty-Rodou (vieux chemin) illustrent une occupation humaine à l'époque gallo-romaine, la région étant alors le fundi d'Yulac.

### Origine de la paroisse
Saint-Thurien semble être un ancien démembrement de la vaste paroisse (une ploue de l'Armorique primitive) de Niulac ou Yuliac (de Yulacum ou domaine de Jules), d'une superficie de 12 000 ha (son suffixe -ac montre l'origine gallo-romaine de la plebs Niulac) qui englobait les territoires actuels des communes de Querrien, Saint-Thurien, Locunolé et Tréméven.

### LeXIesiècle
1030:  Le cartulaire de l'abbaye Sainte-Croix de Quimperlé cite le bourg de Bannalec dans une charte sous la dénomination de plebs banadluc et évoque deux "villes parochialles" (trèves) attachées à ce bourg : Treu Tabalac (Trebalay en Bannalec) et Treu Guennou (Trévennou en Saint Thurien). Le comte de Cornouaille Alain Canhiart a cédé ces deux hameaux à l'abbaye Sainte-Croix de Quimperlé pour la remercier de son appui dans son conflit avec le comte de Léon. À la Révolution la trève de Trévennou est annexée par Saint-Thurien.

### LeXVesiècle
En 1426, lors de la réformation des fouages du duché de Bretagne, Saint-Thurien et Trevennou [Trévenou] formaient deux paroisses distinctes. À cette époque le seigneur de Quimerch en Bannalec était seigneur supérieur de l'ensemble de la paroisse de Saint-Thurien à l'exception de 3 villages. L'abbaye Sainte-Croix de Quimperlé exerçait son autorité sur l'ensemble de la paroisse de Trévenou dont elle avait la plupart des fonds des villages.
La paroisse de Trévenou était composée des villages suivants : la ville paroissiale de Trefguennou, Le Clueziou (Le Cleuziou), Kercaznevet (Kerganet), Le Fauoedic (Le Faouedic), Kersaraguen (Kersaliguen), Kerliver Pontgroach (Pont Croac'h), Helles (Hellez), Kerozerch (Kermal). La paroisse de Saint-Thurien était composée des villages suivants : Quillors (Quilos), Quelenech (Quelennec), Le Magorerou (Magorou), Lusurian (Luzurien), Le Roez (Le Roué), Prat Rivallen (Prajoual), Le Kerbihan (Kerbihan), Keraezri (Kerhenry), Kerauffroy (Kerboudou), Kerpierres (Kerberes), Rosdraennec (Rostrennec).

### LeXVIIesiècle

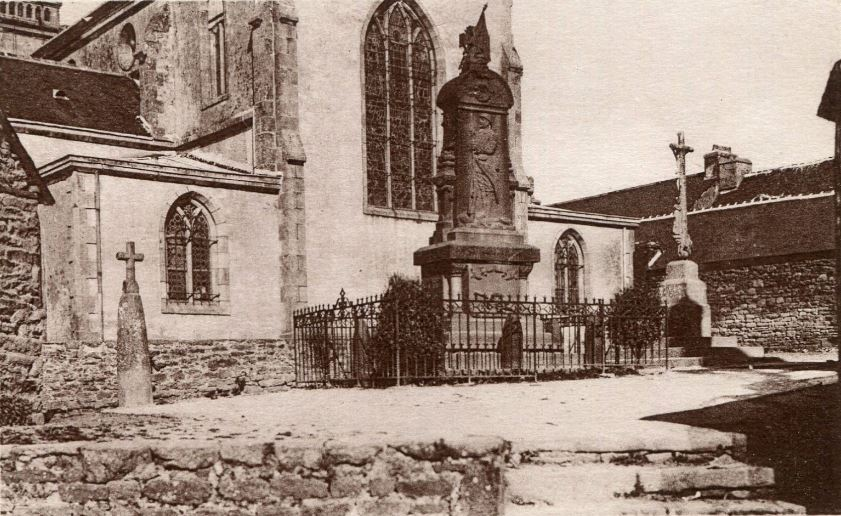
Le monument aux morts de Saint-Thurien, le calvaire et la stèle christianisée dite du Père Maunoir situés près de l'église (carte postale ancienne).

Vers 1645 de fâcheuses rumeurs parvinrent aux oreilles de l'évêque de Quimper concernant sa paroisse de Saint-Thurien : le recteur y vivait en concubinage notoire et le vicaire y avait scandaleusement célébré la messe dans l'une des nombreuses auberges du bourg. L'année suivante il demanda au  prédicateur Julien Maunoir et à son équipe de missionnaires de s'y rendre. Les paroissiens, le recteur à leur tête, cailloux en mains, signifièrent aux missionnaires qu'ils n'avaient rien à y faire et les chassèrent. En guise de punition la paroisse rebelle fut frappée pendant deux années d'interdit religieux par l'évêque. Le père Maunoir revint dix-sept ans plus tard en 1663 effectuer une nouvelle mission dans la paroisse. Celle-ci se solda par un succès. Pour sceller la réussite de la seconde mission une croix fut érigée au sommet de la stèle haute gauloise située près de la sacristie. Depuis, elle est surnommée la stèle du Père Maunoir.
En 1680, Messire Joseph Hyacinthe de chef et nom de Tinténiac, chevalier seigneur de Quimerch, Lamarre, Moguel, Le Combout, Livinot, Garsgadec et autres lieux demeurant en son manoir de Quimerch, paroisse de Bannalec, déclare être le seul prééminencier et supérieur après le roi en l'église paroissiale dudit Saint-Thurien et avoir plusieurs écussons et ses armes tant aux vitres et murailles que charpente de la dite église.
L'église paroissiale est reconstruite en 1683, remplaçant l'église antérieure qui datait du haut Moyen Âge.

### LeXVIIIesiècle

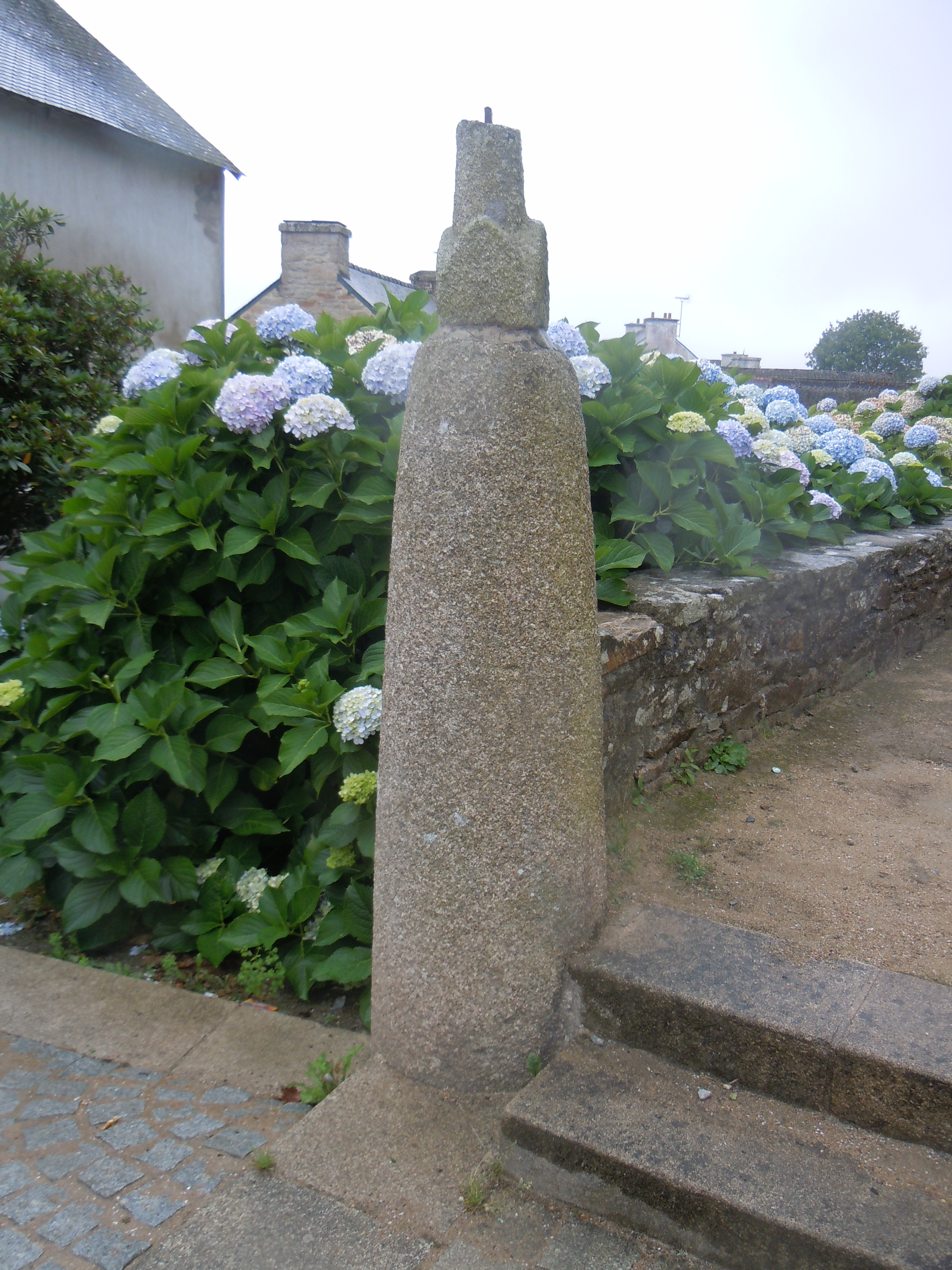
Stèle christianisée dite du Père Maunoir dont la croix est maintenant cassée.

Un arrêté du parlement de Bretagne en date du 7 août 1719 interdit tout enterrement dans les églises et chapelles publiques pour des raisons de salubrité. Mais cet arrêté suscita le mécontentement d'une partie de la population. C'est ainsi que le 7 novembre 1720 à l'enterrement de Gillette Ropers du village de Cuz en Querrien, le recteur de Querrien fut insulté par Gilles Ropers, sonneur de cloches de Saint-Thurien et par un groupe de filles, également de Saint-Thurien.
En 1759 la paroisse de Saint-Thurien devait chaque année fournir 12 hommes pour servir de garde-côtes.
Une petite école fonctionnait alors à Saint-Thurien, ouverte 4 heures par jour (2 heures le matin et 2 heures l'après-midi) et 5 jours par semaine. On y apprenait l'histoire biblique mais aussi à lire, à écrire, à compter en français et en breton. C'est probablement pour cette raison que le premier maire de la commune, Louis Derrien, écrivait un français très convenable.

### Révolution française
Le 29 mars 1789 les paroissiens de Saint-Thurien se réunissent sur convocation du roi pour dresser le cahier de doléances de leur paroisse. Ils réclament notamment la fin des corvées de grand chemin qui les empêchent de vaquer à leur récolte ainsi que l'abolition du tirage au sort pour la milice, la possibilité d'aller moudre son grain à tel moulin que l'on voudra (donc la fin des banalités) et la cessation du logement des troupes et des fournitures aux casernes. Alors que Saint-Thurien avait droit à deux délégués, la paroisse n'en désigne qu'un, le cultivateur Louis Derrien, pour la représenter à Quimperlé à l'assemblée de la sénéchaussée et y apporter son cahier de doléances.
À la date du 7 octobre 1790, c'est un dénommé Le Goff qui est maire de Saint-Thurien (le premier maire élu ?), et Thépaut est procureur de la commune.
En 1791 le premier maire de Saint-Thurien est Louis Derrien ; il fut l'un des 26 administrateurs du Finistère, qui furent guillotinés (notamment pour avoir levé des troupes pour protéger les Girondins), place du Château à Brest le 3 prairial an II (22 mai 1794).
En 1799 François Derrien, originaire de Saint-Thurien, prêtre réfractaire, vicaire de Saint-Corentin en Carnoët en 1793 et ensuite en clandestinité, fut arrêté alors qu'il se cachait chez Louis Charpentier (lequel fut aussi arrêté) dans le hameau de Kerganet ; le prêtre fut condamné le 4 prairial an VII (21 mai 1799) à la déportation à l'Île de Ré ; libéré le 12 juillet 1800 et par la suite nommé le 1er messidor an XII (20 juin 1804) desservant de Saint-Thurien où il mourut le 30 janvier 1819.
Le premier recensement nominatif de la population masculine en 1800 nous permet de savoir que l'on dénombrait alors à Saint-Thurien 175 cultivateurs, 37 domestiques, 35 journaliers, 8 sabotiers, 8 tailleurs, 6 tisserands, 6 conscrits, 5 meuniers, 4 maréchaux, 3 menuisiers, 1 charron, 1 boucher, 1 notaire, 1 cordonnier, 1 fournier et 2 écoliers en pension à Quimperlé.

### LeXIXesiècle

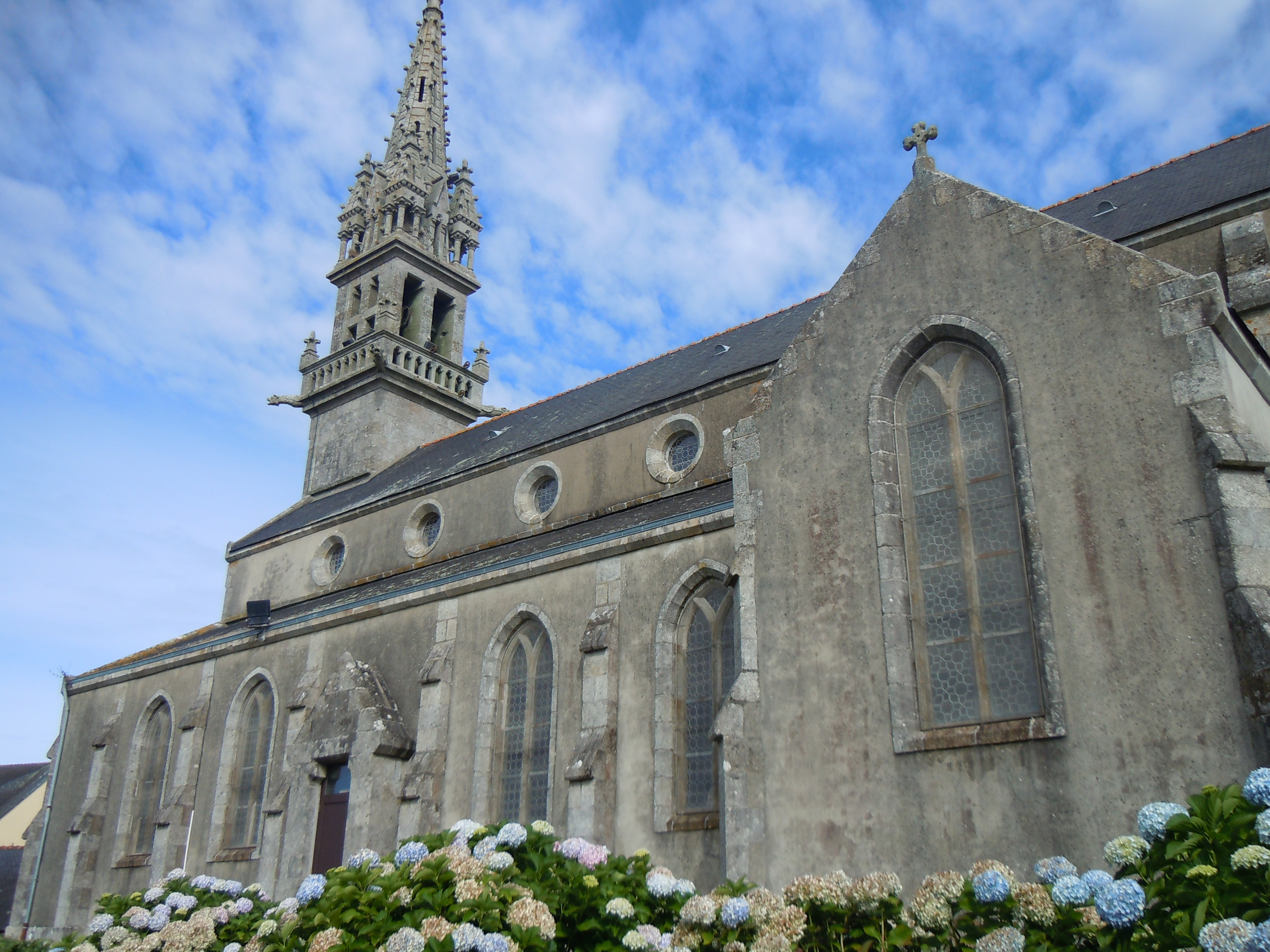
L'église Saint-Thurien, de style néo-roman.

Au début du XIXe siècle, l'occupation des sols de la commune d'après le cadastre est la suivante : on compte 924 hectares de landes et de friches (43 % des terres), 908 hectares de terres labourables (42 % des terres), 186 hectares de prés et de pâturages (9 % des terres), 38 hectares de bois (1,8 % des terres), 10 hectares de terrains bâtis (moins de 1 % des terres) et 75 hectares de contenances non imposables (terres en indivision).
Un recensement effectué en 1831 révèle une très faible pénétration de la langue française puisque seulement 0,4 % de la population de la commune peut le lire et l'écrire en raison de l'absence d'école (celle qui existait à la fin de l'Ancien Régime a fermé pendant la Révolution française) ; pendant la majeure partie de ce siècle les deux-tiers des membres du Conseil municipal ne savent pas signer leur nom. L'alcoolisme sévit (Saint-Thurien possède 17 auberges vers le milieu du XIXe siècle et l'état des routes est alors pitoyable.
A. Marteville et P. Varin, continuateurs d'Ogée, décrivent ainsi Saint-Thurien en 1853 :

« Saint-Thurien ; commune qui nous semble omise par Ogée. (...) Principaux villages : le Lanjou, Quelennec, Kerbiriou, Troizol, Kervenou, le Cleuziou, le Poullet, Kerprima, Kertaliquen. Chapelle Saint-Pierre.Superficie totale 2 141 hectares, dont terres labourables 908 ha, prés et patrurages 186 ha, bois 38 ha, landes et incultes 924 ha (...). Moulins : 5. La rivière d'Isole sert en partie de limite sud. Géologie : granite. On parle le breton. »

Selon un document déposé au Corps législatif 121 des 127 conscrits de Saint-Thurien pour la période allant de 1858 à 1867 ne savaient ni lire ni écrire.
Un rapport de l'inspecteur d'académie signale en 1880 que la commune de Saint-Thurien fait partie des six communes du département du Finistère « encore dépourvues de tout moyen d'instruction ». Le maire François Pustoch fait ouvrir un bâtiment comprenant la mairie et deux écoles.
L'église paroissiale est entièrement reconstruite à la fin de ce siècle. L'édifice précédent datait des XVe siècle et XVIe siècle et avait fait l'objet d'une restauration en 1683. Il s'agit de la dernière réalisation de l'architecte diocésain Joseph Bigot. Le nouvel édifice, d'une extrême froideur, semble dépourvu de style. Le nouveau clocher est édifié en 1897.

### LeXXesiècle

#### La Belle Époque
Deux foires furent créées à Saint-Thurien, les 3e mercredi de février et de décembre, par un arrêté du préfet du Finistère en date du 5 décembre 1900.
En réponse à une enquête épiscopale organisée en 1902 par François-Virgile Dubillard, évêque de Quimper et de Léon en raison de la politique alors menée par le gouvernement d'Émile Combes contre l'utilisation du breton par les membres du clergé, le recteur de Saint-Thurien écrit : « Aujourd'hui les enfants vont en général à l'école. Quelques-uns cependant, pour une raison ou pour une autre, n'y vont pas et ne reçoivent aucune instruction ».
Un nouveau cimetière est aménagé en 1902 sur la route de Scaër, remplaçant l'ancien qui se trouvait dans le placître entourant l'église, lequel conserva des tombes pendant une trentaine d'années.

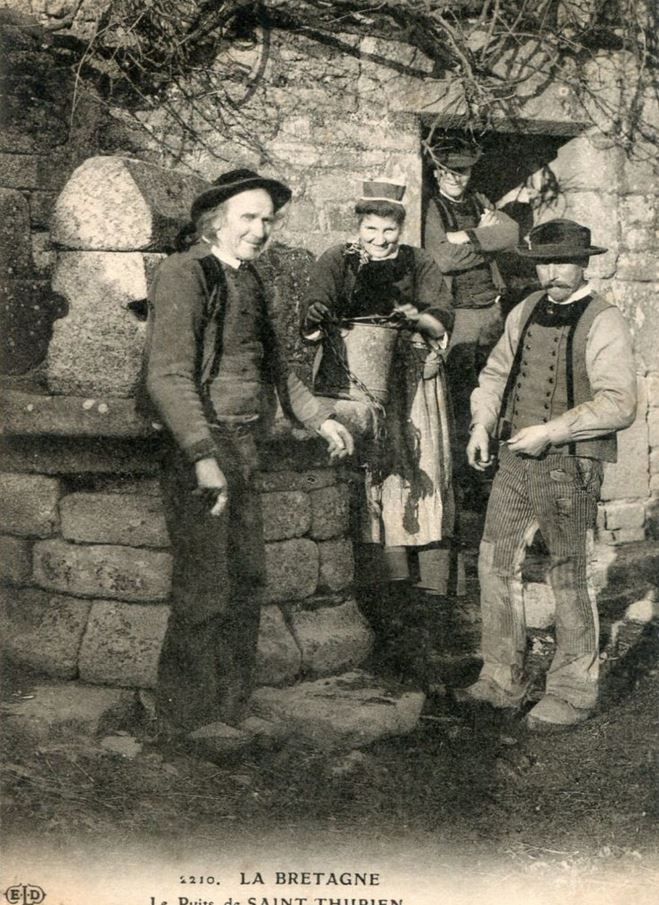
Habitants en costume traditionnel posant près d'un vieux puits à Saint-Thurien au début du XXe siècle.

#### La Première Guerre mondiale

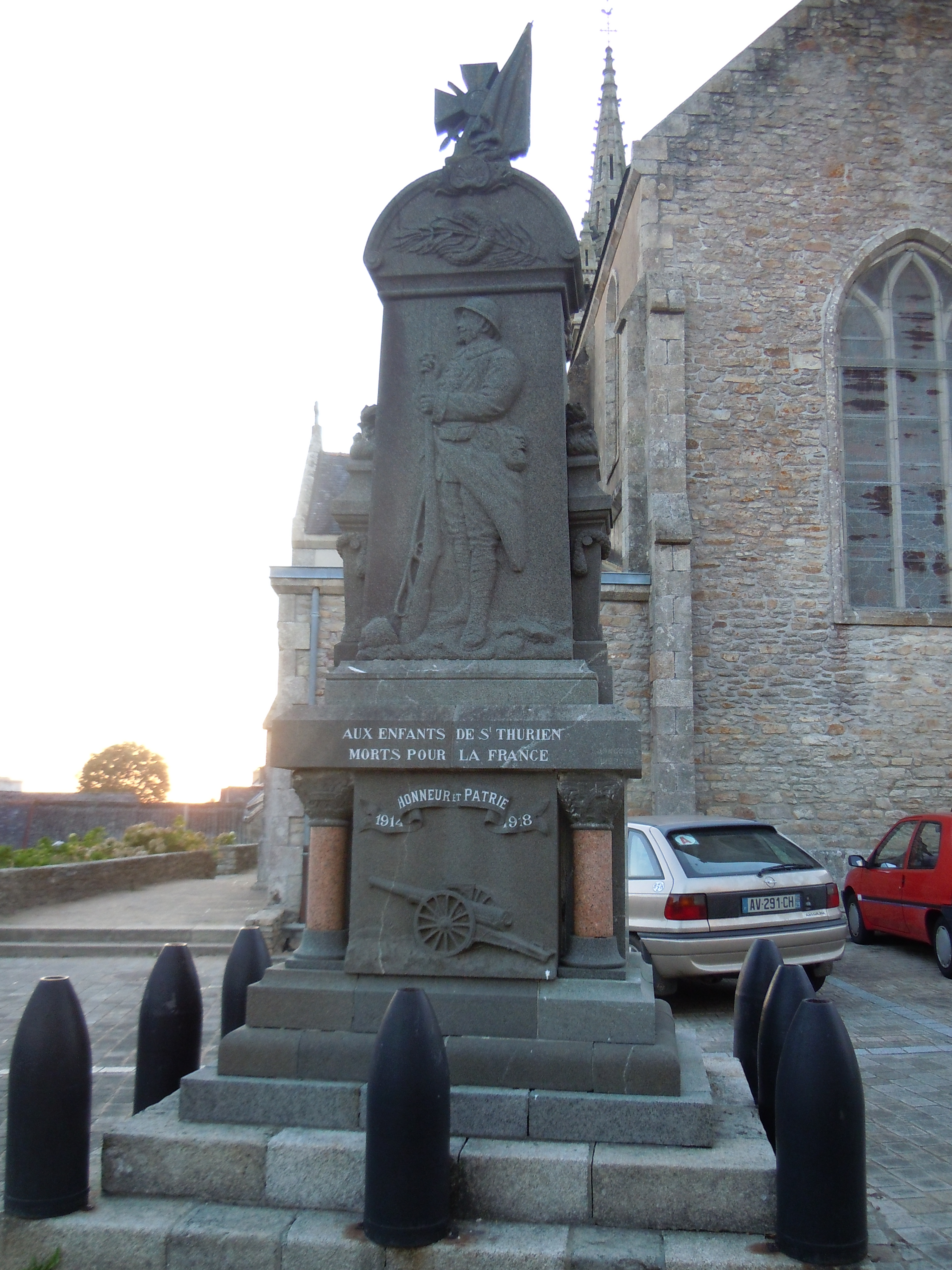
Le monument aux morts.

La Première Guerre mondiale fait 101 morts (chiffres du monument aux morts) et de nombreux blessés sur la commune. Pendant la guerre un journal ira jusqu'à titrer : "Les affamés de Saint-Thurien", en raison de la fermeture des boulangeries due à la pénurie de farine. La guerre a en effet vidé les campagnes de ses bras pour les travaux des champs.

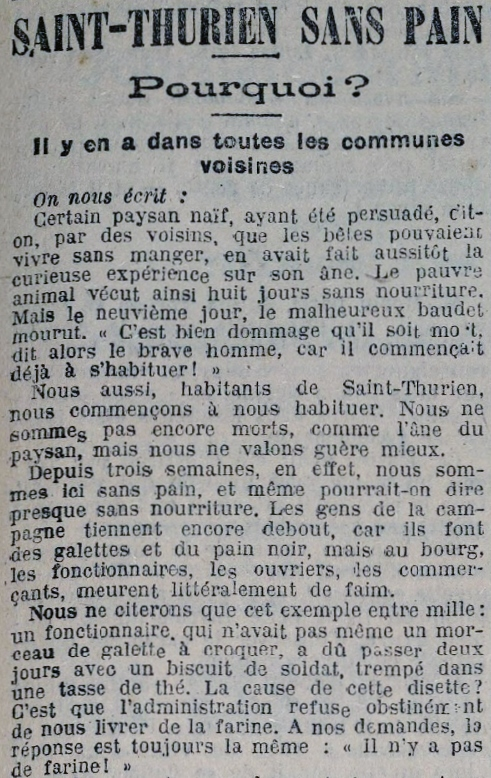
Extrait du journal La Dépêche de Brest du 15 février 1918 (texte signé "Les affamés de Saint-Thurien" (partie 1).
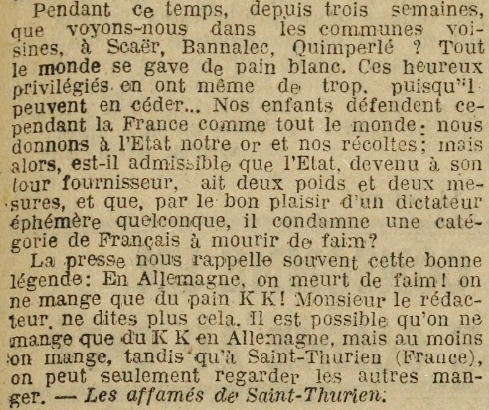
Extrait du journal La Dépêche de Brest du 15 février 1918 (texte signé "Les affamés de Saint-Thurien" (partie 2).

Le jour de l'armistice une grande fête spontanée se déroula dans le bourg ; les cloches sonnèrent à toute volée et on brûla une effigie du kaiser Guillaume II, considéré comme le responsable de la guerre.

#### L'Entre-deux-guerres

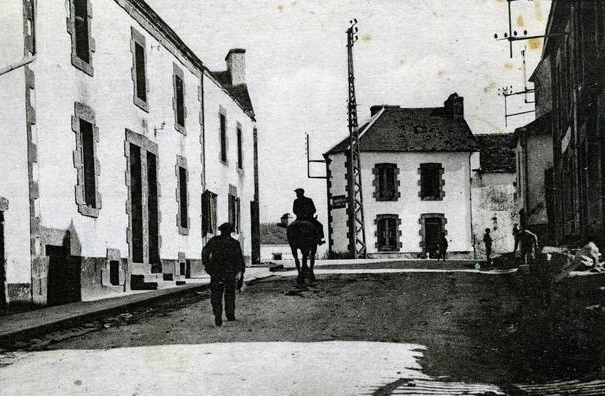
Saint-Thurien : l'arrivée par la route de Bannalec (carte postale A. Waron, vers 1920).

Le monument aux morts fut inauguré le dimanche 1er mai 1921, en présence d'« une foule nombreuse. Toutes les fenêtres étaient pavoisées », en présence du sous-préfet de Quimperlé et de Jean Jadé, député. Une cérémonie funèbre fut organisée dans l'église paroissiale. L'après-midi « diverses attractions retinrent la foule, qui ne se retira qu'après une très brillante retraite aux flambeaux ».
En 1932, la construction d'une centrale hydroélectrique sur l'Isole, utilisant une chute d'eau de 51,40 mètres grâce à un barrage construit au lieu-dit « Le Roch » et permettant une production électrique annuelle de 8 millions de kilowatts est décidée. L'aménagement comprend une prise d'eau partant du barrage, installée sur la rive droite de l'Isole, capable de prélever 5 000 litres d'eau par seconde et un canal d'amenée en tunnel long de 1 315 mètres, prolongé par une partie à ciel ouvert de 610 mètres de long. Cette installation est à cheval sur les communes de Scaër, Saint-Thurien et Bannalec.
Plusieurs incendies criminels se produisirent à Saint-Thurien en 1932.
En juin 1934 150 cultivateurs de Saint-Thurien se réunirent pour chercher les moyens de lutter contre la mévente des produits de la terre et des bestiaux ; « la campagne des petits pois menace de devenir désastreuse » ; ils sont « convaincus que les usiniers entendront les plaintes des récoltants » et désignèrent quatre délégués pour s'organiser avec ceux des communes voisines pour créer une fédération de syndicats communaux « chargée de se mettre en relation avec les usiniers de la région ».

#### La Seconde Guerre mondiale
Le monument aux morts de Saint-Thurien porte les noms de 15 personnes mortes pour la France pendant la Seconde Guerre mondiale.

#### L'après Seconde Guerre mondiale
Deux soldats originaires de Saint-Thurien (J. Charpentier et P. Evain) sont morts pour la France pendant la guerre d'Algérie.
En 1964 l'usine de conserverie Peny est transféré de Bannalec sur la rive gauche de l'Isole, côté Saint-Thurien. Aujourd'hui, les installations de l'usine occupent les deux rives, mais le siège social est côté Saint-Thurien. Cette usine, propriété du groupe agroalimentaire CECAB, produit des conserves de légumes et des plats cuisinés.

## Population et société

### Démographie

#### Évolution démographique
L'évolution du nombre d'habitants est connue à travers les recensements de la population effectués dans la commune depuis 1793. Pour les communes de moins de 10 000 habitants, une enquête de recensement portant sur toute la population est réalisée tous les cinq ans, les populations de référence des années intermédiaires étant quant à elles estimées par interpolation ou extrapolation. Pour la commune, le premier recensement exhaustif entrant dans le cadre du nouveau dispositif a été réalisé en 2006.

En 2022, la commune comptait 1 005 habitants, en évolution de −2,05 % par rapport à 2016 (Finistère : +2,16 %, France hors Mayotte : +2,11 %).
| 1793  | 1800  | 1806 | 1821 | 1831 | 1836  | 1841  | 1846  | 1851  |
| ----- | ----- | ---- | ---- | ---- | ----- | ----- | ----- | ----- |
| 1 200 | 1 260 | 882  | 972  | 921  | 1 088 | 1 115 | 1 115 | 1 125 |

| 1856  | 1861  | 1866  | 1872  | 1876  | 1881  | 1886  | 1891  | 1896  |
| ----- | ----- | ----- | ----- | ----- | ----- | ----- | ----- | ----- |
| 1 091 | 1 115 | 1 200 | 1 158 | 1 219 | 1 266 | 1 423 | 1 512 | 1 656 |

| 1901  | 1906  | 1911  | 1921  | 1926  | 1931  | 1936  | 1946  | 1954  |
| ----- | ----- | ----- | ----- | ----- | ----- | ----- | ----- | ----- |
| 1 679 | 1 705 | 1 791 | 1 742 | 1 627 | 1 568 | 1 509 | 1 403 | 1 264 |

| 1962  | 1968  | 1975 | 1982 | 1990 | 1999 | 2006 | 2011 | 2016  |
| ----- | ----- | ---- | ---- | ---- | ---- | ---- | ---- | ----- |
| 1 201 | 1 054 | 967  | 925  | 883  | 843  | 869  | 997  | 1 026 |

| 2021  | 2022  | - | - | - | - | - | - | - |
| ----- | ----- | - | - | - | - | - | - | - |
| 1 016 | 1 005 | - | - | - | - | - | - | - |

#### Pyramide des âges
La population de la commune est relativement jeune.
En 2018, le taux de personnes d'un âge inférieur à 30 ans s'élève à 34,3 %, soit au-dessus de la moyenne départementale (32,5 %). À l'inverse, le taux de personnes d'âge supérieur à 60 ans est de 25,0 % la même année, alors qu'il est de 29,8 % au niveau départemental.
En 2018, la commune comptait 517 hommes pour 520 femmes, soit un taux de 50,14 % de femmes, légèrement inférieur au taux départemental (51,41 %).
Les pyramides des âges de la commune et du département s'établissent comme suit.
| Hommes | Classe d’âge | Femmes |
| ------ | ------------ | ------ |
| 0,4    | 90 ou +      | 1,4    |
| 6,6    | 75-89 ans    | 10,9   |
| 16,0   | 60-74 ans    | 14,7   |
| 22,1   | 45-59 ans    | 20,0   |
| 19,9   | 30-44 ans    | 19,5   |
| 14,3   | 15-29 ans    | 13,0   |
| 20,8   | 0-14 ans     | 20,5   |

| Hommes | Classe d’âge | Femmes |
| ------ | ------------ | ------ |
| 0,7    | 90 ou +      | 2,2    |
| 7,8    | 75-89 ans    | 11,5   |
| 19,2   | 60-74 ans    | 20,1   |
| 20,8   | 45-59 ans    | 19,7   |
| 17,7   | 30-44 ans    | 16,6   |
| 17,1   | 15-29 ans    | 14,7   |
| 16,8   | 0-14 ans     | 15,2   |

## Politique et administration

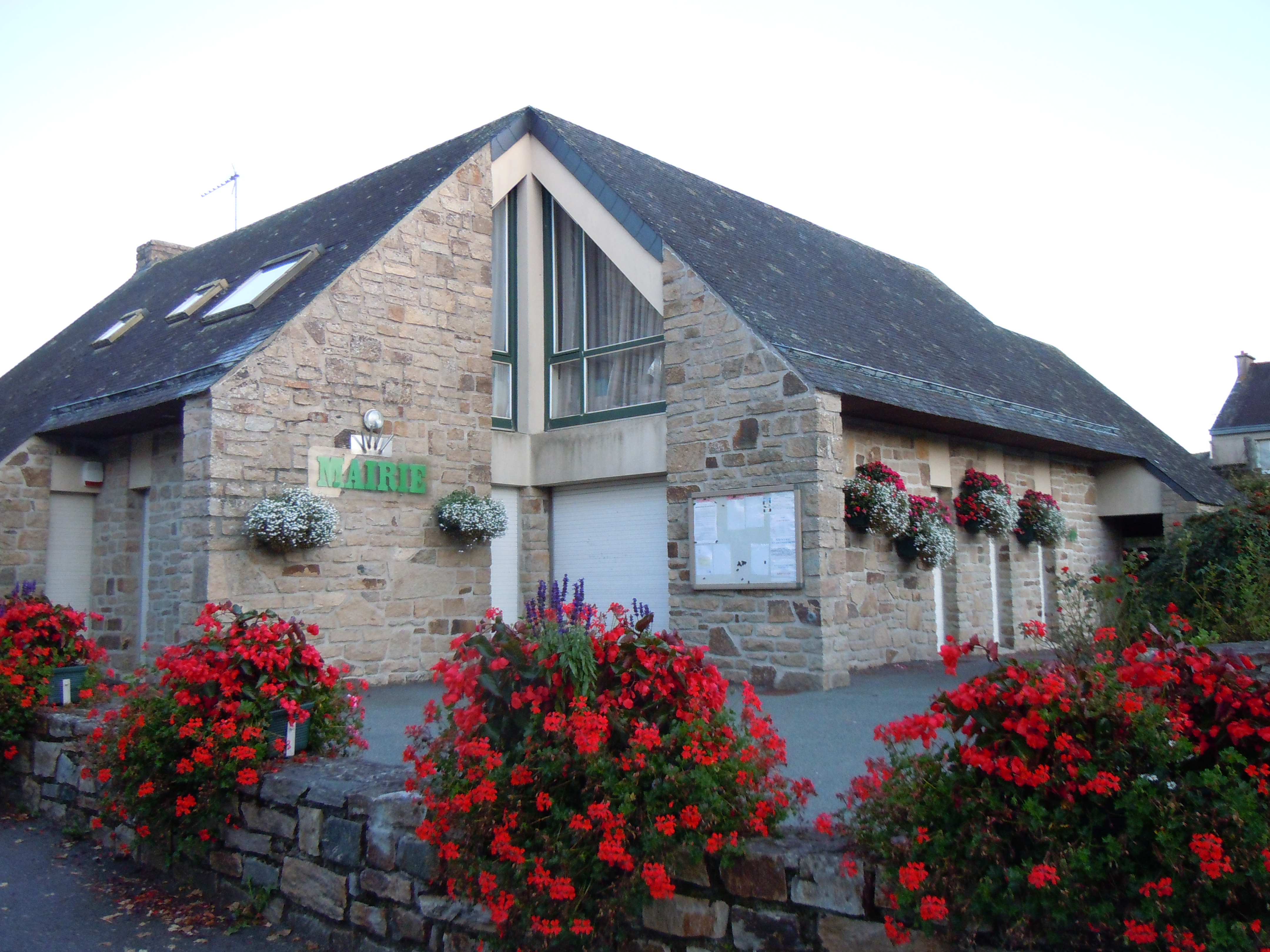
La mairie.

## Économie

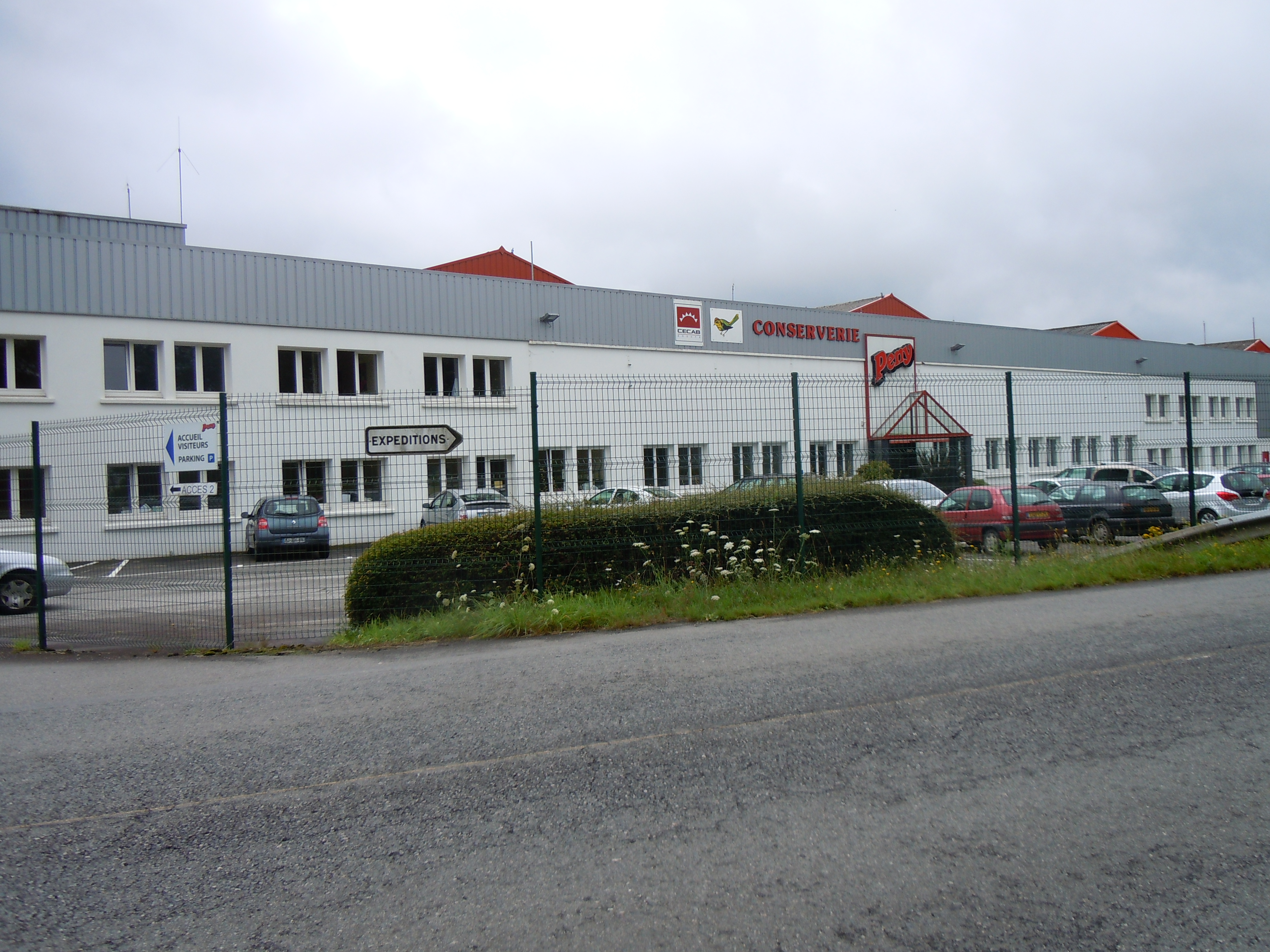
La conserverie Peny.

La grosse conserverie Peny située sur les rives de l'Isole, avec 340 salariés, est le principal employeur de la commune.

## Langue bretonne
Son nom breton est Sant-Turian. L'adhésion à la charte Ya d'ar brezhoneg a été votée par le Conseil municipal le 8 juillet 2013.

## Culture locale et patrimoine

### Lieux et monuments

#### Édifices religieux

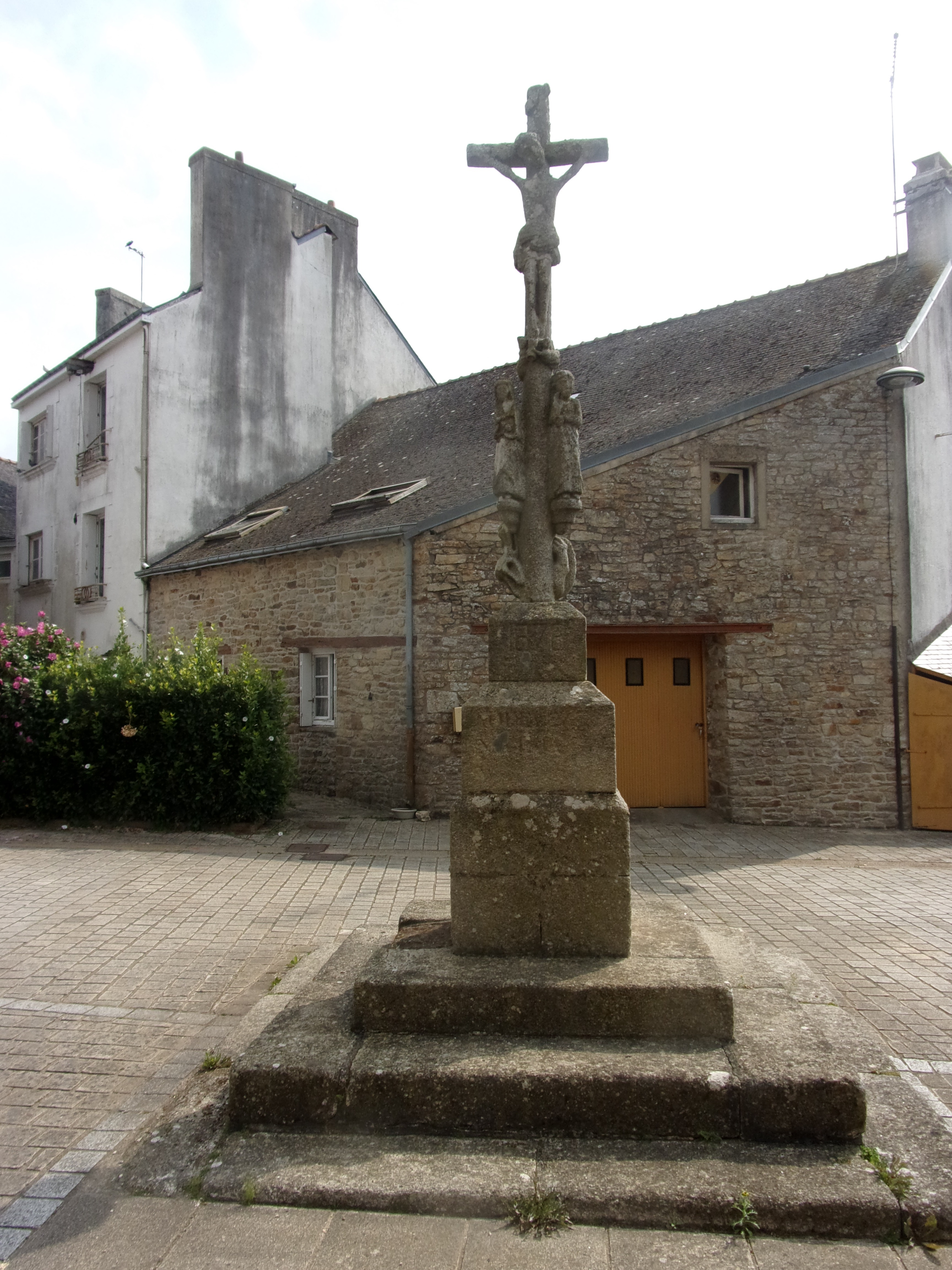
Le calvaire du plâcitre de l'église paroissiale.

- Église Saint-Thurien : Il s'agit d'un édifice moderne, datant de la seconde moitié du XIXe siècle.

Il existait autrefois d'autres édifices religieux sur le territoire de la commune de Saint-Thurien.
- La chapelle Saint-Pierre, située à Trevennou et détruite au début du XIXe siècle.
- La chapelle Saint Salver située au village de Kerbihan.
- La chapelle Saint Roch.

#### Moulins
- Le moulin Neuf : Ce moulin a été construit après 1828. Il ne figure pas sur le cadastre napoléonien.
- Le moulin Richet (1524) : Ce moulin s'appelait à l'origine moulin de Crechquileriou et dépendait de la seigneurie de Quimerch. Par la suite il dépend de la seigneurie de Gossal qui a appartenu de 1656 à 1683 à Messire Louis Richer, prêtre.
- Le moulin Trédalou (1780) : Ce moulin dépendait du manoir de  Guirsout en Guiscriff. Il a été longtamps abandonné puis reconstruit au XVIIIe siècle.
- Le moulin de Saint Eloi (1671) : Ce moulin était celui de la seigneurie de Brenilliau en Scaër qui possédait des convenants dans les villages de Magorou et Luzurien.
- Le moulin de Pont Croac'h (1539) : Ce moulin était celui de l'abbaye Sainte-Croix de Quimperlé. Les domaniers de l'abbaye devaient jusqu'à la Révolution y faire moudre leur grain[21].

#### Croix et calvaires
- Le calvaire (XVIe siècle) situé sur le placitre de l'église.
- La croix de Kersaint
- La croix de Kerboudou (XVIe siècle)
- La croix de Kergall (XVIe siècle)
- La croix du cimetière (XVIe siècle)

## Personnalités liées à la commune
- Jean-Marc Bideau, coureur cycliste professionnel de l'Équipe cycliste Bretagne-Séché Environnement.
- Louis Derrien, cultivateur né à Saint-Thurien vers 1756, est élu administrateur du Département du Finistère en juin 1790 ; en 1791, il est notaire; à l'automne 1792, il est élu administrateur du Finistère : avec les autres administrateurs du Département, il prend des positions en faveur des Girondins, attitude "fédéraliste" qui lui vaut d'être parmi les 26 administrateurs du Finistère condamnés à mort par le Tribunal Révolutionnaire de Brest, et exécutés, le 3 prairial an II / 22 mai 1794[52].
- Charles Cotonnec (né à Saint-Thurien le 22 avril 1876[53], décédé à Paris en 1935), médecin, fut directeur de l'hôpital de Quimperlé, fonda une clinique privée dans cette ville, et est surtout connu pour avoir soutenu la lutte bretonne ou Gouren, l'avoir codifiée et avoir été un fondateur de la FALSAB. Bretonnant, il fut aussi poète, publiant ses œuvres notamment dans une maison d'édition qu'il avait créée, Armorica.

## Jumelages
Saint-Thurien est jumelée avec le village irlandais de Kilmacow.